# Albrechtsburg
De Albrechtsburg in Meissen is een door hertog Albrecht van Saksen tussen 1471 en circa 1500 gebouwd kasteel. Vanwege de opvallende ligging boven de stad wordt de burcht ook wel 'Acropolis van Meissen' genoemd wordt. Het was het eerste kasteel in Duitsland dat niet op de eerste plaats als vesting, maar als residentie gebouwd werd. 

## Bouw
De bouwmeester van het slot is Arnold van Westfalen (circa 1425-1482). De stijl is hoofdzakelijk gotisch, maar er zijn ook duidelijke renaissance-elementen te herkennen. De Albrechtsburg maakt van afstand een bijzonder indrukwekkende, 'torenachtige' indruk, ook als men de beide neogotische torens van de erachter gelegen kathedraal wegdenkt. Dat effect wordt niet alleen veroorzaakt door de verschillende traptorens maar ook door de in het dak aangebrachte lucarnen, dakgevels met een hoog raam erin. 

## Geschiedenis
Ondanks de kostbare uitvoering van het grote gebouw werd de Albrechtsburg niet vaak als residentie gebruikt. Sinds circa 1700 was het ook geen eigendom meer van de hertogen van Saksen, en van 1710 tot 1863 werd het gebruikt voor de fabricage van het beroemde Meissner porselein, waarvoor de apotheker Johann Friedrich Böttger na talloze experimenten een bruikbaar procedé had ontwikkeld. In 1713 was de manufactuur in staat aan de vraag te voldoen. 
In 1720 trad Hörolt als plateelschilder in dienst. Hij werkte op stukloon en had zijn eigen personeel in dienst. Hörolt introduceerde chinoiserieën en nieuwe kleuren die bestand waren tegen hoge temperaturen. Toen Kaendler in 1731 in dienst trad als modelleerder, brak een glorietijd aan voor de manufactuur. De productie breidde zich uit van de kelder tot aan het dak. Hörolt en Kaendler konden elkaar niet luchten of zien, maar in 1738 bestelde Heinrich von Brühl een 2.200-delig zwanenservies. 
Tijdens de Zevenjarige Oorlog ging het slecht met de fabriek; Frederik de Grote liet een aantal werknemers afvoeren naar Berlijn maar niettemin werkten er in 1766 734 personen in het bedrijf. In 1773 brak er brand uit in het slot; het blussen duurde 18 uur. De productie werd na acht dagen weer ter hand genomen. In 1809 was de economische situatie zo slecht dat er sprake was van sluiting van de fabriek.
Na 1863 is het slot gerestaureerd en zijn alle belangrijke ruimten voorzien voorzien van muurschilderingen die de geschiedenis van Saksen verheerlijken. Deze schilderingen werden bekostigd uit de Franse herstelbetalingen na de Frans-Duitse Oorlog van 1870-1871. Een aantal van de muurschilderingen in de lunetten betreffen de rol die Albrecht van Saksen speelde in Friesland en Groningen. Tegenwoordig is de Albrechtsburg een museum voor onder andere de geschiedenis van de porseleinfabricage.

## Galerij

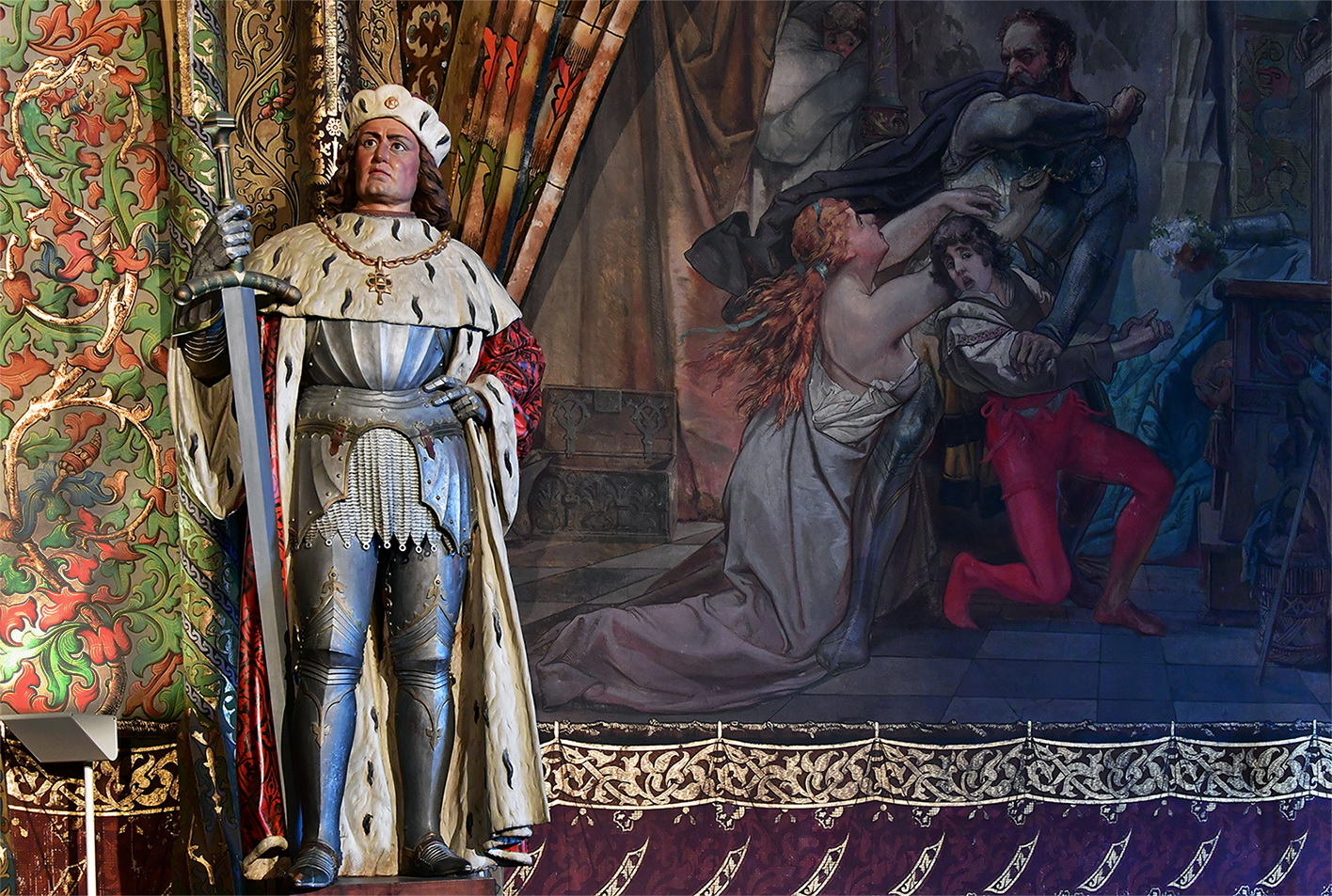
"Große Hofstube"
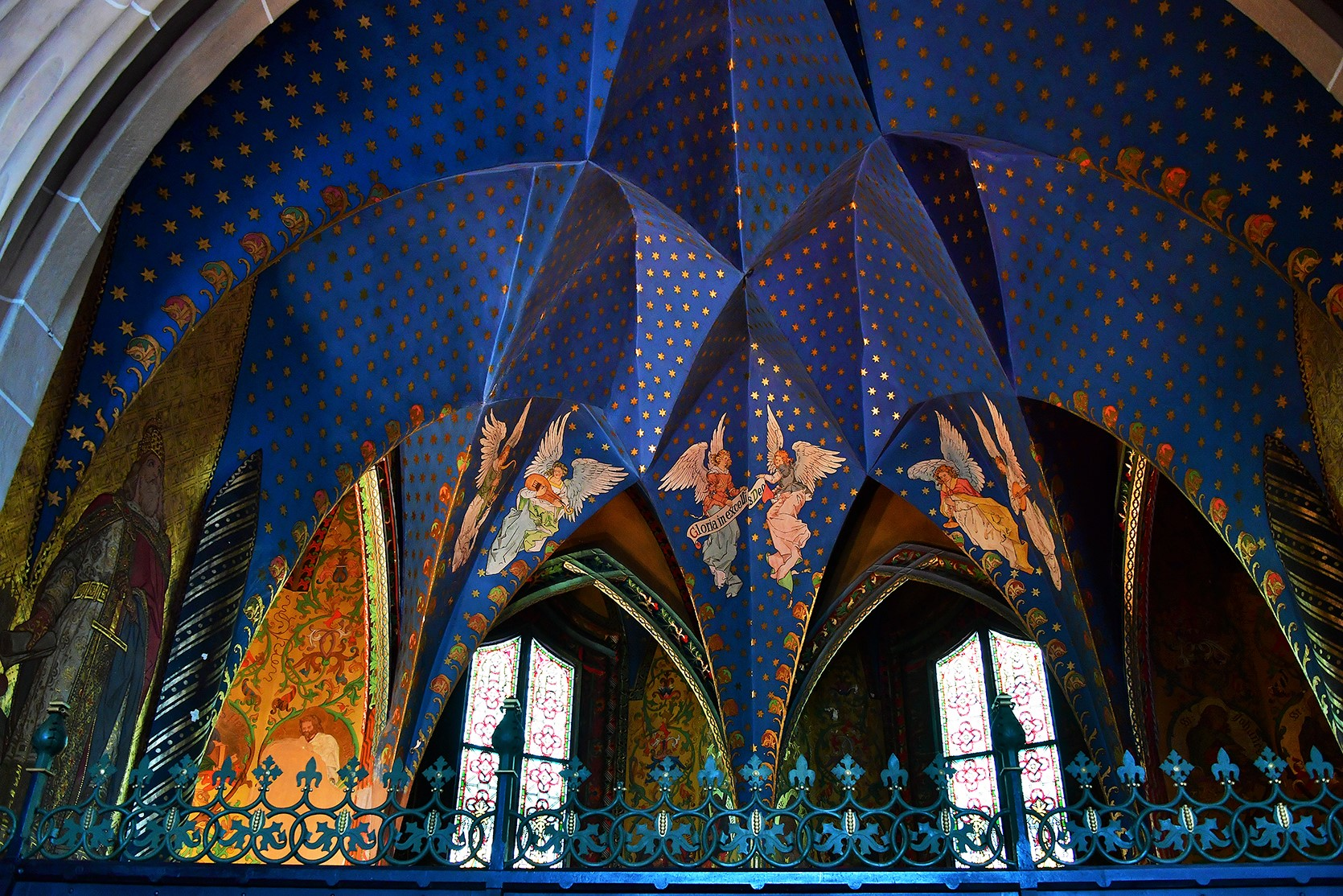
Kapel
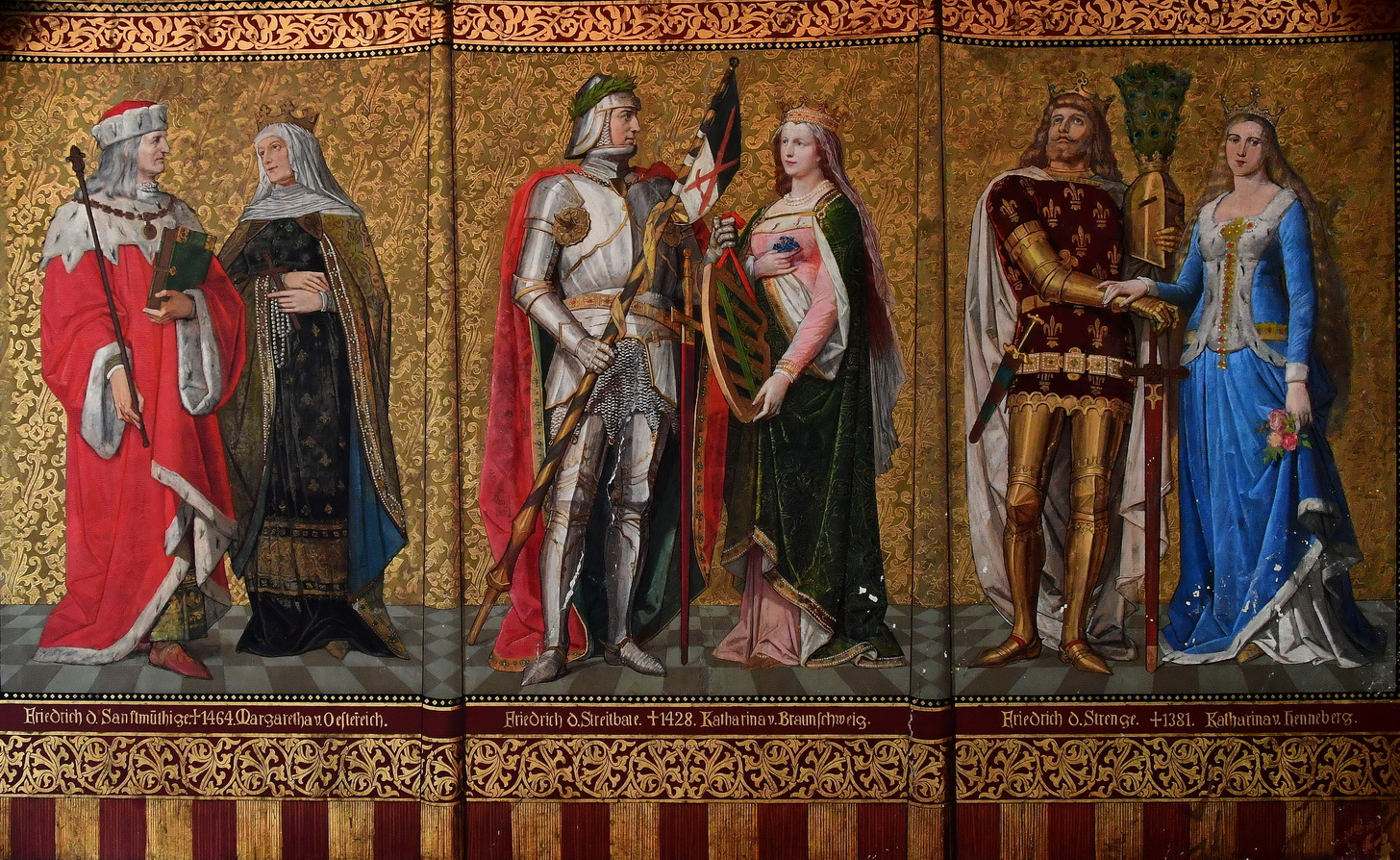
Muurschildering